# Палідвор Василь Григорович
Василь Григорович Палідвор (6 листопада 1893, с. Залав'є, Австро-Угорщина — 8 серпня 1988, м. Гантер, США) — український правник, громадський діяч, доктор права (1923). Хрест Симона Петлюри, воєнний Хрест Української армії. Член Українського правничого товариства у США, НТШ, член політичної ради Українського конгресового комітету в США.

## Життєпис
Народився 6 листопада 1893 року у селі Залав'є, нині Теребовлянської громади Тернопільського району Тернопільської области України.
Студіював право в Львівському університеті (1914), закінчив університет у м. Краків (1923, Польща), тут — голова української студентської організації, керівник хору «Просвіти».
Під час Першої світової війни — в австрійській армії (1914—1917), у листопаді 1918 — міський комісар м. Чортків, згодом — в УГА (1919). У 1924—1927 — помічник окружного судді в Чорткові; 1927—1937 — суддя в містечку Рожнятів (нині смт Івано-Франківської области); 1937—1939 — окружний суддя в м. Люблін (Польща); 1940—1941 — головний суддя окружного суду в м. Станислав (нині Івано-Франківськ).
Після Другої світової війни емігрував до США (штат Коннектікут). Працював у м. Стамфорд, керівником українського хору (1950—1958). Діяльний в українських товариствах: член, секретар Нью-Йоркського відділу товариства «Самопоміч» (від 1961), виконавчий член Об'єднання українських організацій Нью-Йорка, секретар Нью-Йоркського і Стамфордського відділень Українського національного товариства та инших. Співукладач історико-мемуарного збірника «Теребовлянська Земля» (1968), жертводавець на видання календаря товариства «Самопоміч» (1972).